# Shawn Batten
Shawn 'Susan' Batten är född den 14 augusti 1971 i Kansas City i Missouri i USA. Hon bor i Los Angeles och var gift med Totos sångare och gitarrist Steve Lukather mellan 2002 och 2010.
Shawn började skådespela vid 16 års ålder och fick sin första stora roll i en reklamfilm för Bounce. Inspirerad av sin succé, började Batten studera drama på Lee Strasberg Theater-institutet på Manhattan. Hon har medverkat filmer som "Quiz Show", "Delinquent," "One Dog Day" och "Boom" och hade dessutom rollen som polis Tammy Hanson på Beverly Hills och i tv-reklam, till exempel Dr. Pepper, AquaFresh, Pizza Hut, Entenmanns, Tylenol Sinus.
Shawn spelar med i bland annat Våra bästa år , the Young and the Restless , General Hospital och i Sunset Beach där hon spelar Sara Cummings.